# Mathias Pollestad
Mathias Pollestad (ur. 21 listopada 2004) – norweski żużlowiec.

## Życiorys
Indywidualny i w parach (razem z Espenem Sola) mistrz Norwegii w sezonie 2020, oraz wicemistrz Europy juniorów w sezonie 2022.

## Przynależność klubowa
Polska
- Stal Gorzów Wielkopolski (2022–)
  - PKS Polonia Piła (2024, wyp.)
  - Wilki Krosno (2025, wyp.)